# Live in Tokyo (album Wishbone Ash)
Live in Tokyo – trzeci album koncertowy Wishbone Ash.

## Lista utworów
Album zawiera utwory:
1. FUBB (Live)
2. Way of the World (Live)
3. You See Red (Live)
4. Blowin' Free (Live)
5. Jailbait (Live)

## Twórcy
Twórcami albumu są:
- Martin Turner – gitara basowa, wokal
- Andy Powell – gitara, wokal
- Laurie Wisefield – gitara, wokal
- Steve Upton – perkusja